# 몰디브 축구 국가대표팀
몰디브 축구 국가대표팀(디베히어: ދިވެހިރާއްޖޭ ގައުމީ ފުޓްބޯލް ޓީމް)은 몰디브를 대표하는 축구 국가대표팀으로 아시아 전체에서는 최약체로 평가되는 팀들 중 하나이지만 남아시아 내에서는 인도 다음으로 가장 강한 팀이다. 1979년 8월 27일 세이셸과의 경기에서 국제 A매치 데뷔전을 치렀으며 현재  라스미 단두 스타디움을 홈 그라운드로 사용하고 있다.

## 국제 대회 경력

### FIFA 월드컵
2006년 FIFA 월드컵 아시아 지역 1차 예선에서 몽골을 상대로 1·2차전 합계 13-0으로 대파하며 2차 예선까지 진출했고 2023년 AFC 아시안컵 예선을 겸한 2022년 FIFA 월드컵 아시아 지역 2차 예선에서는 A조 4위를 기록하며 2회 연속 아시안컵 최종 예선에 올랐다.

### AFC 아시안컵
2019년 AFC 아시안컵 예선 플레이오프 2라운드 1차전에서 라오스를 4-1로 꺾고 몰디브 축구 역사상 아시안컵 예선 첫 승을 챙기며 사상 첫 아시안컵 최종 예선에 진출했고 뒤이어 열린 최종 예선에서도 같은 남아시아팀인 부탄과의 2번의 대결을 모두 승리로 장식했다.

### AFC 챌린지컵
챌린지컵 본선에는 2번 출전하여 이 중 홈에서 열린 마지막 대회인 2014년 대회에서 3위에 이름을 올리며 AFC 주관 대회 역대 최고 성적을 거두었고 전 대회인 2012년 대회에서는 1승 2패로 조별리그에서 탈락했지만 개최국인 네팔과의 A조 조별리그 2차전에서 1-0으로 승리를 거두며 AFC 주관 대회 사상 첫 승을 올렸다.

### SAFF 챔피언십
1997년 첫 출전을 시작으로 이 대회에 12번 출전하여 이 중 2008년과 2018년 대회에서 우승컵을 들어올렸고 3번의 대회(1997년, 2003년, 2009년)에서 준우승을 차지하는 등 출전한 12번의 대회 중 조별리그에서 탈락한 2번의 대회(2021년, 2023년)를 제외한 모든 대회에서 꾸준히 좋은 성적을 거두고 있다.

### 아시안 게임
성인대표팀 시절에는 1998년 대회에 유일하게 출전했고 U-23 대표팀으로는 4번 출전하여 2010년 대회에서 파키스탄, 태국과 연이어 비기며 아시안 게임에서 처음으로 승점을 따낸 뒤 차기 대회인 2014년 대회에서는 같은 최약체팀인 동티모르를 조별리그 최종전에서 3-2로 꺾고 첫 승을 올렸다.

### 남아시아 경기 대회
성인대표팀 시절에는 1991년 대회에서 은메달, 1984년 대회에서 동메달을 획득했고 U-23 대표팀으로는 2010년 대회에서 동메달을 수확했다.

## FIFA 월드컵
| 년도   | 결과      | 순위      | 경기      | 승        | 무*       | 패        | 득점      | 실점      | 승점      | 경기                                        | 승                                          | 무*                                         | 패                                          | 득점                                        | 실점                                        | 승점                                        |
| ------ | --------- | --------- | --------- | --------- | --------- | --------- | --------- | --------- | --------- | ------------------------------------------- | ------------------------------------------- | ------------------------------------------- | ------------------------------------------- | ------------------------------------------- | ------------------------------------------- | ------------------------------------------- |
| 1930년 | 독립 이전 | 독립 이전 | 독립 이전 | 독립 이전 | 독립 이전 | 독립 이전 | 독립 이전 | 독립 이전 | 독립 이전 | 독립 이전                                   | 독립 이전                                   | 독립 이전                                   | 독립 이전                                   | 독립 이전                                   | 독립 이전                                   | 독립 이전                                   |
| 1934년 | 독립 이전 | 독립 이전 | 독립 이전 | 독립 이전 | 독립 이전 | 독립 이전 | 독립 이전 | 독립 이전 | 독립 이전 | 독립 이전                                   | 독립 이전                                   | 독립 이전                                   | 독립 이전                                   | 독립 이전                                   | 독립 이전                                   | 독립 이전                                   |
| 1938년 | 독립 이전 | 독립 이전 | 독립 이전 | 독립 이전 | 독립 이전 | 독립 이전 | 독립 이전 | 독립 이전 | 독립 이전 | 독립 이전                                   | 독립 이전                                   | 독립 이전                                   | 독립 이전                                   | 독립 이전                                   | 독립 이전                                   | 독립 이전                                   |
| 1950년 | 독립 이전 | 독립 이전 | 독립 이전 | 독립 이전 | 독립 이전 | 독립 이전 | 독립 이전 | 독립 이전 | 독립 이전 | 독립 이전                                   | 독립 이전                                   | 독립 이전                                   | 독립 이전                                   | 독립 이전                                   | 독립 이전                                   | 독립 이전                                   |
| 1954년 | 독립 이전 | 독립 이전 | 독립 이전 | 독립 이전 | 독립 이전 | 독립 이전 | 독립 이전 | 독립 이전 | 독립 이전 | 독립 이전                                   | 독립 이전                                   | 독립 이전                                   | 독립 이전                                   | 독립 이전                                   | 독립 이전                                   | 독립 이전                                   |
| 1958년 | 독립 이전 | 독립 이전 | 독립 이전 | 독립 이전 | 독립 이전 | 독립 이전 | 독립 이전 | 독립 이전 | 독립 이전 | 독립 이전                                   | 독립 이전                                   | 독립 이전                                   | 독립 이전                                   | 독립 이전                                   | 독립 이전                                   | 독립 이전                                   |
| 1962년 | 독립 이전 | 독립 이전 | 독립 이전 | 독립 이전 | 독립 이전 | 독립 이전 | 독립 이전 | 독립 이전 | 독립 이전 | 독립 이전                                   | 독립 이전                                   | 독립 이전                                   | 독립 이전                                   | 독립 이전                                   | 독립 이전                                   | 독립 이전                                   |
| 1966년 | 독립 이전 | 독립 이전 | 독립 이전 | 독립 이전 | 독립 이전 | 독립 이전 | 독립 이전 | 독립 이전 | 독립 이전 | 독립 이전                                   | 독립 이전                                   | 독립 이전                                   | 독립 이전                                   | 독립 이전                                   | 독립 이전                                   | 독립 이전                                   |
| 1970년 | 없음      | 없음      | 없음      | 없음      | 없음      | 없음      | 없음      | 없음      | 없음      | 없음                                        | 없음                                        | 없음                                        | 없음                                        | 없음                                        | 없음                                        | 없음                                        |
| 1974년 | 없음      | 없음      | 없음      | 없음      | 없음      | 없음      | 없음      | 없음      | 없음      | 없음                                        | 없음                                        | 없음                                        | 없음                                        | 없음                                        | 없음                                        | 없음                                        |
| 1978년 | 없음      | 없음      | 없음      | 없음      | 없음      | 없음      | 없음      | 없음      | 없음      | 없음                                        | 없음                                        | 없음                                        | 없음                                        | 없음                                        | 없음                                        | 없음                                        |
| 1982년 | 비회원국  | 비회원국  | 비회원국  | 비회원국  | 비회원국  | 비회원국  | 비회원국  | 비회원국  | 비회원국  | 비회원국                                    | 비회원국                                    | 비회원국                                    | 비회원국                                    | 비회원국                                    | 비회원국                                    | 비회원국                                    |
| 1986년 | 비회원국  | 비회원국  | 비회원국  | 비회원국  | 비회원국  | 비회원국  | 비회원국  | 비회원국  | 비회원국  | 비회원국                                    | 비회원국                                    | 비회원국                                    | 비회원국                                    | 비회원국                                    | 비회원국                                    | 비회원국                                    |
| 1990년 | 기권      | 기권      | 기권      | 기권      | 기권      | 기권      | 기권      | 기권      | 기권      | 기권                                        | 기권                                        | 기권                                        | 기권                                        | 기권                                        | 기권                                        | 기권                                        |
| 1994년 | 불참      | 불참      | 불참      | 불참      | 불참      | 불참      | 불참      | 불참      | 불참      | 불참                                        | 불참                                        | 불참                                        | 불참                                        | 불참                                        | 불참                                        | 불참                                        |
| 1998년 | 예선 탈락 | 예선 탈락 | 예선 탈락 | 예선 탈락 | 예선 탈락 | 예선 탈락 | 예선 탈락 | 예선 탈락 | 예선 탈락 | 6                                           | 0                                           | 0                                           | 6                                           | 0                                           | 59                                          | 0                                           |
| 2002년 | 예선 탈락 | 예선 탈락 | 예선 탈락 | 예선 탈락 | 예선 탈락 | 예선 탈락 | 예선 탈락 | 예선 탈락 | 예선 탈락 | 6                                           | 1                                           | 1                                           | 4                                           | 8                                           | 19                                          | 4                                           |
| 2006년 | 예선 탈락 | 예선 탈락 | 예선 탈락 | 예선 탈락 | 예선 탈락 | 예선 탈락 | 예선 탈락 | 예선 탈락 | 예선 탈락 | 8                                           | 3                                           | 1                                           | 4                                           | 18                                          | 14                                          | 10                                          |
| 2010년 | 예선 탈락 | 예선 탈락 | 예선 탈락 | 예선 탈락 | 예선 탈락 | 예선 탈락 | 예선 탈락 | 예선 탈락 | 예선 탈락 | 2                                           | 1                                           | 0                                           | 1                                           | 2                                           | 3                                           | 3                                           |
| 2014년 | 예선 탈락 | 예선 탈락 | 예선 탈락 | 예선 탈락 | 예선 탈락 | 예선 탈락 | 예선 탈락 | 예선 탈락 | 예선 탈락 | 2                                           | 0                                           | 0                                           | 2                                           | 0                                           | 5                                           | 0                                           |
| 2018년 | 예선 탈락 | 예선 탈락 | 예선 탈락 | 예선 탈락 | 예선 탈락 | 예선 탈락 | 예선 탈락 | 예선 탈락 | 예선 탈락 | 8                                           | 2                                           | 0                                           | 6                                           | 8                                           | 20                                          | 6                                           |
| 2022년 | 예선 탈락 | 예선 탈락 | 예선 탈락 | 예선 탈락 | 예선 탈락 | 예선 탈락 | 예선 탈락 | 예선 탈락 | 예선 탈락 | 8                                           | 2                                           | 1                                           | 5                                           | 7                                           | 20                                          | 7                                           |
| 2026년 | 예선 탈락 | 예선 탈락 | 예선 탈락 | 예선 탈락 | 예선 탈락 | 예선 탈락 | 예선 탈락 | 예선 탈락 | 예선 탈락 | 2                                           | 0                                           | 1                                           | 1                                           | 2                                           | 3                                           | 1                                           |
| 합계   |           |           |           |           |           |           |           |           |           | 42                                          | 9                                           | 4                                           | 29                                          | 45                                          | 143                                         | 31                                          |
| 순위   |           |           |           |           |           |           |           |           |           | 월드컵 예선 승점 순위 : 161위 (아시아 31위) | 월드컵 예선 승점 순위 : 161위 (아시아 31위) | 월드컵 예선 승점 순위 : 161위 (아시아 31위) | 월드컵 예선 승점 순위 : 161위 (아시아 31위) | 월드컵 예선 승점 순위 : 161위 (아시아 31위) | 월드컵 예선 승점 순위 : 161위 (아시아 31위) | 월드컵 예선 승점 순위 : 161위 (아시아 31위) |

## AFC 아시안컵
- 1956년 ~ 1984년 - 없음[3]
- 1988년 - 불참
- 1992년 - 기권
- 1996년 ~ 2004년 - 예선 탈락
- 2007년 - 불참
- 2011년 ~ 2023년 - 예선 탈락
- 2027년 - 미정

### AFC 아시안컵 (예선)
| AFC 아시안컵 예선 기록 | AFC 아시안컵 예선 기록       | AFC 아시안컵 예선 기록       | AFC 아시안컵 예선 기록       | AFC 아시안컵 예선 기록       | AFC 아시안컵 예선 기록       | AFC 아시안컵 예선 기록       | AFC 아시안컵 예선 기록       |
| 년도                   | 경기                         | 승                           | 무*                          | 패                           | 득점                         | 실점                         | 승점                         |
| ---------------------- | ---------------------------- | ---------------------------- | ---------------------------- | ---------------------------- | ---------------------------- | ---------------------------- | ---------------------------- |
| 1956년                 | 없음                         | 없음                         | 없음                         | 없음                         | 없음                         | 없음                         | 없음                         |
| 1960년                 | 없음                         | 없음                         | 없음                         | 없음                         | 없음                         | 없음                         | 없음                         |
| 1964년                 | 없음                         | 없음                         | 없음                         | 없음                         | 없음                         | 없음                         | 없음                         |
| 1968년                 | 없음                         | 없음                         | 없음                         | 없음                         | 없음                         | 없음                         | 없음                         |
| 1972년                 | 없음                         | 없음                         | 없음                         | 없음                         | 없음                         | 없음                         | 없음                         |
| 1976년                 | 없음                         | 없음                         | 없음                         | 없음                         | 없음                         | 없음                         | 없음                         |
| 1980년                 | 없음                         | 없음                         | 없음                         | 없음                         | 없음                         | 없음                         | 없음                         |
| 1984년                 | 없음                         | 없음                         | 없음                         | 없음                         | 없음                         | 없음                         | 없음                         |
| 1988년                 | 불참                         | 불참                         | 불참                         | 불참                         | 불참                         | 불참                         | 불참                         |
| 1992년                 | 기권                         | 기권                         | 기권                         | 기권                         | 기권                         | 기권                         | 기권                         |
| 1996년                 | 6                            | 0                            | 0                            | 6                            | 4                            | 30                           | 0                            |
| 2000년                 | 6                            | 0                            | 0                            | 6                            | 2                            | 24                           | 0                            |
| 2004년                 | 2                            | 0                            | 1                            | 1                            | 1                            | 3                            | 1                            |
| 2007년                 | 불참                         | 불참                         | 불참                         | 불참                         | 불참                         | 불참                         | 불참                         |
| 2011년                 | 2                            | 0                            | 0                            | 2                            | 1                            | 6                            | 0                            |
| 2015년                 | AFC 챌린지컵 배정            | AFC 챌린지컵 배정            | AFC 챌린지컵 배정            | AFC 챌린지컵 배정            | AFC 챌린지컵 배정            | AFC 챌린지컵 배정            | AFC 챌린지컵 배정            |
| 2019년                 | 18                           | 5                            | 1                            | 12                           | 24                           | 44                           | 16                           |
| 2023년                 | 11                           | 3                            | 1                            | 7                            | 8                            | 27                           | 10                           |
| 2027년                 | 진행중(플레이오프 예선 전환) | 진행중(플레이오프 예선 전환) | 진행중(플레이오프 예선 전환) | 진행중(플레이오프 예선 전환) | 진행중(플레이오프 예선 전환) | 진행중(플레이오프 예선 전환) | 진행중(플레이오프 예선 전환) |
| 합계                   | 34                           | 5                            | 2                            | 27                           | 32                           | 107                          | 17                           |

## AFC 챌린지컵
| 년도   | 결과           | 경기           | 승             | 무*            | 패             | 득점           | 실점           | 승점           |
| ------ | -------------- | -------------- | -------------- | -------------- | -------------- | -------------- | -------------- | -------------- |
| 2006년 | 참가 대상 아님 | 참가 대상 아님 | 참가 대상 아님 | 참가 대상 아님 | 참가 대상 아님 | 참가 대상 아님 | 참가 대상 아님 | 참가 대상 아님 |
| 2008년 | 참가 대상 아님 | 참가 대상 아님 | 참가 대상 아님 | 참가 대상 아님 | 참가 대상 아님 | 참가 대상 아님 | 참가 대상 아님 | 참가 대상 아님 |
| 2010년 | 예선 탈락      | 예선 탈락      | 예선 탈락      | 예선 탈락      | 예선 탈락      | 예선 탈락      | 예선 탈락      | 예선 탈락      |
| 2012년 | 조별리그       | 3              | 1              | 0              | 2              | 2              | 5              | 3              |
| 2014년 | 3위            | 5              | 1              | 2              | 2              | 7              | 7              | 5              |
| 합계   | 3위(1회)       | 8              | 2              | 2              | 4              | 9              | 12             | 8              |

## 아시안 게임
| 아시안 게임 기록 | 아시안 게임 기록 | 아시안 게임 기록 | 아시안 게임 기록 | 아시안 게임 기록 | 아시안 게임 기록 | 아시안 게임 기록 | 아시안 게임 기록 | 아시안 게임 기록 | 아시안 게임 기록 |
| 년도             | 결과             | 순위             | 경기             | 승               | 무*              | 패               | 득점             | 실점             | 승점             |
| ---------------- | ---------------- | ---------------- | ---------------- | ---------------- | ---------------- | ---------------- | ---------------- | ---------------- | ---------------- |
| 1951년           | 독립 이전        | 독립 이전        | 독립 이전        | 독립 이전        | 독립 이전        | 독립 이전        | 독립 이전        | 독립 이전        | 독립 이전        |
| 1954년           | 독립 이전        | 독립 이전        | 독립 이전        | 독립 이전        | 독립 이전        | 독립 이전        | 독립 이전        | 독립 이전        | 독립 이전        |
| 1958년           | 독립 이전        | 독립 이전        | 독립 이전        | 독립 이전        | 독립 이전        | 독립 이전        | 독립 이전        | 독립 이전        | 독립 이전        |
| 1962년           | 독립 이전        | 독립 이전        | 독립 이전        | 독립 이전        | 독립 이전        | 독립 이전        | 독립 이전        | 독립 이전        | 독립 이전        |
| 1966년           | 없음             | 없음             | 없음             | 없음             | 없음             | 없음             | 없음             | 없음             | 없음             |
| 1970년           | 없음             | 없음             | 없음             | 없음             | 없음             | 없음             | 없음             | 없음             | 없음             |
| 1974년           | 없음             | 없음             | 없음             | 없음             | 없음             | 없음             | 없음             | 없음             | 없음             |
| 1978년           | 없음             | 없음             | 없음             | 없음             | 없음             | 없음             | 없음             | 없음             | 없음             |
| 1982년           | 불참             | 불참             | 불참             | 불참             | 불참             | 불참             | 불참             | 불참             | 불참             |
| 1986년           | 불참             | 불참             | 불참             | 불참             | 불참             | 불참             | 불참             | 불참             | 불참             |
| 1990년           | 불참             | 불참             | 불참             | 불참             | 불참             | 불참             | 불참             | 불참             | 불참             |
| 1994년           | 불참             | 불참             | 불참             | 불참             | 불참             | 불참             | 불참             | 불참             | 불참             |
| 1998년           | 조별리그         | 20위             | 2                | 0                | 0                | 2                | 0                | 7                | 0                |
| 합계             | 1회 출전(1/9)    | 조별리그(1회)    | 2                | 0                | 0                | 2                | 0                | 7                | 0                |

## 남아시아 축구 선수권 대회
| SAFF 남아시아컵 기록 | SAFF 남아시아컵 기록 | SAFF 남아시아컵 기록 | SAFF 남아시아컵 기록 | SAFF 남아시아컵 기록 | SAFF 남아시아컵 기록 | SAFF 남아시아컵 기록 | SAFF 남아시아컵 기록 | SAFF 남아시아컵 기록 | SAFF 남아시아컵 기록 |
| 년도                 | 결과                 | 순위                 | 경기                 | 승                   | 무*                  | 패                   | 득점                 | 실점                 | 승점                 |
| -------------------- | -------------------- | -------------------- | -------------------- | -------------------- | -------------------- | -------------------- | -------------------- | -------------------- | -------------------- |
| 1993년               | 불참                 | 불참                 | 불참                 | 불참                 | 불참                 | 불참                 | 불참                 | 불참                 | 불참                 |
| 1995년               | 기권                 | 기권                 | 기권                 | 기권                 | 기권                 | 기권                 | 기권                 | 기권                 | 기권                 |
| 1997년               | 준우승               | 2위                  | 4                    | 1                    | 2                    | 1                    | 6                    | 9                    | 5                    |
| 1999년               | 준결승               | 3위                  | 4                    | 2                    | 1                    | 1                    | 6                    | 4                    | 7                    |
| 2003년               | 준우승               | 2위                  | 5                    | 3                    | 1                    | 1                    | 11                   | 4                    | 10                   |
| 2005년               | 준결승               | 3위                  | 4                    | 2                    | 1                    | 1                    | 11                   | 2                    | 7                    |
| 2008년               | 우승                 | 1위                  | 5                    | 4                    | 0                    | 1                    | 9                    | 2                    | 12                   |
| 2009년               | 준우승               | 2위                  | 5                    | 3                    | 2                    | 0                    | 11                   | 3                    | 11                   |
| 2011년               | 준결승               | 3위                  | 4                    | 1                    | 2                    | 1                    | 5                    | 5                    | 5                    |
| 2013년               | 준결승               | 3위                  | 4                    | 2                    | 1                    | 1                    | 18                   | 3                    | 7                    |
| 2015년               | 준결승               | 3위                  | 4                    | 2                    | 0                    | 2                    | 9                    | 9                    | 6                    |
| 2018년               | 우승                 | 1위                  | 4                    | 2                    | 1                    | 1                    | 5                    | 3                    | 7                    |
| 합계                 | 10회 출전(10/11)     | 우승(2회)            | 34                   | 22                   | 11                   | 10                   | 91                   | 44                   | 77                   |

## 주요 선수
- 아크람 압둘 가니
- 알리 아슈파크
- 아사둘라 압둘라
- 함자 모하메드
- 나이즈 하산
- 모하메드 파이살
- 아흐메드 이마즈

## 역대 감독
| 감독                | 임기        |
| ------------------- | ----------- |
| 리키 허버트         | 2015 ~ 2016 |
| 프란체스코 모리에로 | 2021 ~ 2023 |

## 같이 보기
- 몰디브 여자 축구 국가대표팀